# Chris Baker (Leichtathlet)

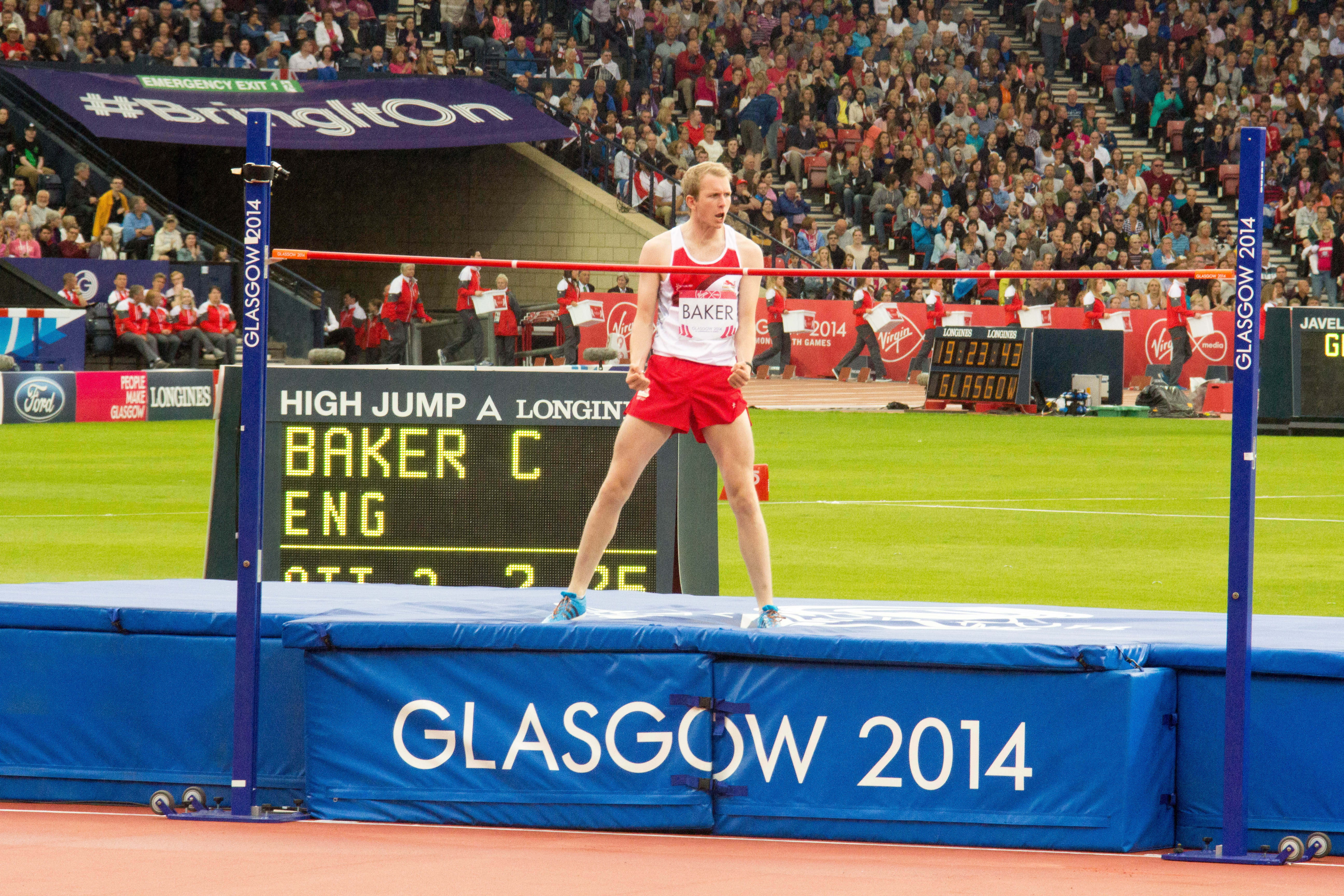
Chris Baker bei den Commonwealth Games 2014

Chris Baker (* 2. Februar 1991 in Norwich) ist ein britischer Hochspringer.
2014 wurde er bei den Commonwealth Games in Glasgow für England startend Vierter und bei den Europameisterschaften in Zürich Elfter. Bei den Europameisterschaften 2016 in Amsterdam gewann er zusammen mit Eike Onnen die Bronzemedaille.

## Persönliche Bestleistungen
- Hochsprung: 2,27 m, 18. Mai 2014, Loughborough
  - Halle: 2,28 m, 7. Juni 2014, Birmingham